# Charles Ingram
Charles William Ingram (født 6. august 1963 i Derbyshire) er en britisk forfatter og tidligere major, der skabte overskrifter i 2001 efter det kom frem, at han havde snydt sig til den maksimale præmie i det britiske quizprogram Who wants to be a Millionare?
Ingram blev dømt for snyd, og det blev opdaget, at han under sin deltagelse havde haft en hjælper blandt publikum som hostede hver gang han nævnte det rigtige svar. Charles' kone havde tidligere selv deltaget i programmet og ægteparret havde uden held forsøgt at optræde sammen. Som et resultat af skandalen modtog Charles Ingram aldrig sine 1.000.000 britiske pund og blev også afskediget fra sit job som major i 2003. Han har siden tjent penge på romaner om sine oplevelser efter hændelsen.